# Mads Lund
Mads Lund (født 1971), dansk tv- og filmproducent. Uddannet fra Danmarks Journalisthøjskole 2001. Redaktionssekretær TV 2 Lorry, reporter og redaktør TV 2 Nyhederne. 
Modtog sammen med sin TV 2-kollega Bo Hjuler prisen "Årets nyhedshistorie" på TV-Festival 2005. Sammen afslørede de i februar 2005, at den konservative Familie- og Forbrugerminister Henriette Kjær i oktober og december 2004 havde fået domme imod sig for manglende betaling.
Mads Lund er stifter af og direktør for produktionsselskabet Vega Pictures. Selskabet producerer film og TV-dokumentar-serier til skandinaviske TV-stationer, virksomheder og institutioner.

## TV-produktioner, Producer
- 'ROSKILDE' – (12 afsnit, KANAL 5 (DK), MAX (N), 2011 https://www.facebook.com/roskildekanal5
- 'KLINIKKEN' – 12 afsnit, TV3 Puls (DK), 2011 http://tv3.dk/klinikken
- 'AKTIONEN' – dokumentar, KANAL 5 (DK), 2011 http://ontv.dk/info/71322852400-aktionen Arkiveret 9. februar 2022 hos  Wayback Machine
- 'HUNDEPATRULJEN' – 25 afsnit, KANAL 5 (DK), 2010-2012 https://www.facebook.com/pages/Hundepatruljen/172880706091626
- 'VENINDER PÅ 1. KLASSE' – 15 afsnit, KANAL 4 (DK), 2009 https://www.facebook.com/veninder

## Dokumentarfilm, Instruktør
- 2007 Riskær – avantgardekapitalisten TV 2 Danmark 2008

## TV-dokumentar, Tilrettelægger og Producer
- Mr. President – præsidentvalget i USA TV 2 Zulu, 2001
- Stærkmandshistorier – TV 2 Zulu, 2001
- Bro mellem brødre TV 2 Danmark, 2000